# The Adventure Company
The Adventure Company était un éditeur et distributeur canadien de jeux vidéo spécialisé dans le domaine du jeu d'aventure. L'entreprise est une branche de DreamCatcher Interactive. The Adventure Company couvre principalement la distribution de jeux d'aventure en Amérique du Nord.
Le premier jeu édité par la société est Loch Ness, qui apparaîtra ainsi en Amérique du Nord en 2002.
The Adventure Company a créé des partenariats avec de nombreux développeurs européens et américains, tels Kheops Studio, THQ, Microïds ou encore Cryo Interactive.
L'entreprise a été rachetée par l'éditeur Suédois Nordic Games en 2011, et intégrée au catalogue de l'éditeur.

## Liste des jeux édités
- Agatha Christie : Devinez qui ?
- Agatha Christie : Le Crime de l'Orient-Express
- Agatha Christie : Meurtre au soleil
- Amenophis : La Résurrection
- L'Amerzone
- Atlantis: The Lost Tales (réédition)
- Atlantis II (réédition)
- Atlantis III: The New World (réédition)
- Atlantis IV: Evolution
- Atlantis V: The Sacred Legacy
- Au cœur de Lascaux
- Aura : La Légende des mondes parallèles
- Black Mirror
- Les Chevaliers de Baphomet : le Manuscrit de Voynich
- The Crystal Key
- Dark Fall : Rencontres avec l'au-delà
- Dark Fall : Le Phare
- Dead Reefs
- Dracula Origin
- eXperience 112
- The Hardy Boys: The Hidden Theft
- In Memoriam
- In Memoriam : le Dernier rituel
- Keepsake
- Loch Ness
- The Messenger
- The Moment of Silence
- Mysterious Journey II
- Next Life
- Ni·Bi·Ru : Sur la piste des dieux Mayas
- Outcry
- Post mortem
- Retour sur l'île mystérieuse
- Voyage au cœur de la Lune
- Reprobates : Aux portes de la mort
- Riddle of the Sphinx 1
- Riddle of the Sphinx 2: The Omega Stone
- Safecracker: The Ultimate Puzzle Adventure
- Sam and Max Season One
- Schizm: Mysterious Journey
- Secret Files: Tunguska
- Secret Files 2: Puritas Cordis
- Sentinel: Descendants in Time
- Still Life
- Syberia
- Voyage au centre de la Terre

Le site n'est plus opérationnel (septembre 2014) http://www.adventurecompanygames.com/) depuis le rachat par Nordic Games. C'est également le cas de DreamCatcher Games  (http://www.dreamcatchergames.com/).